# Альмирон, Мигель
Миге́ль А́нхель Альмиро́н Реха́ла (исп. Miguel Ángel Almirón Rejala; род. 10 февраля 1994, Асунсьон, Парагвай) — парагвайский футболист, полузащитник клуба «Атланта Юнайтед» и сборной Парагвая.

## Клубная карьера
Альмирон — воспитанник клуба «Серро Портеньо». 10 марта 2013 года в матче против столичного «Депортиво Капиата» он дебютировал в парагвайской Примере. 19 апреля в поединке против «Рубио Нью» Мигель забил свой первый гол за «Серро Портеньо». В 2013 году Альмирон помог команде выиграть чемпионат Парагвая.
Летом 2015 года Мигель перешёл в аргентинский «Ланус». 14 сентября в матче против «Банфилда» он дебютировал в аргентинской Примере. 12 марта 2016 года в поединке против «Расинга» Альмирон забил свой первый гол за «Ланус».
5 декабря 2016 года Альмирон перешёл в будущий клуб MLS «Атланта Юнайтед», подписав контракт молодого назначенного игрока. По сведениям ESPN сумма трансфера составила около $8 млн. 5 марта 2017 года он участвовал в дебютном матче «Атланты Юнайтед» в лиге, против «Нью-Йорк Ред Буллз». 12 марта в поединке против другого новичка лиги «Миннесота Юнайтед» Альмирон сделал «дубль», забив свои первые голы за «Атланту Юнайтед». 20 мая в матче против «Хьюстон Динамо» он оформил «хет-трик», за что был назван игроком недели в MLS. 28 мая в матче против «Нью-Йорк Сити» он сделал «дубль», и во второй раз подряд был назван игроком недели в MLS. Альмирон был отобран для участия в Матче всех звёзд MLS 2017, где со звёздами лиги встретился «Реал Мадрид». По итогам сезона MLS 2017, в котором забил девять мячей и отдал 14 результативных передач, Альмирон был назван новоприбывшим игроком года и был включён в символическую сборную. В четырёх матчах апреля 2018 года он забил пять мячей и отдал две результативные передачи, за что был признан игроком месяца в MLS. Альмирон попал на Матч всех звёзд MLS 2018, где к звёздам лиги приехал «Ювентус». По итогам сезона 2018, в котором забил 12 мячей и отдал 14 результативных передач, он второй год подряд был включён в символическую сборную MLS.
31 января 2019 года Альмирон заключил контракт на пять с половиной лет с английским клубом «Ньюкасл Юнайтед». Сумма трансфера составила 20 млн фунтов стерлингов. Этот трансфер стал самым дорогим в истории клуба.

## Международная карьера
В начале 2013 года в Альмирон стал серебряным призёром молодёжного чемпионата Южной Америки в Аргентине. На турнире он сыграл в матчах против команд Аргентины, Боливии, Перу, Эквадора, Уругвая и дважды против Колумбии и Чили.
Летом того же года Мигель принял участие в молодёжном чемпионате мира в Турции. На турнире он сыграл в матчах против команд Мексики и Ирака.
В 2015 году Альмирон принял участие в Панамериканских играх в Канаде. На турнире он сыграл в матчах против команды Мексики, Тринидада и Тобаго и Уругвая.
5 сентября 2015 года в товарищеском матче против сборной Чили Альмирон дебютировал за сборную Парагвая.
В 2016 году Альмирон принял участие в Кубке Америки в США. На турнире он сыграл в матчах против команд США и Колумбии.
Альмирон был включён в состав сборной на Кубок Америки 2021.

## Достижения

### Командные
«Серро Портеньо»
- Чемпион Парагвая: клаусура 2013, апертура 2015

«Ланус»
- Чемпион Аргентины: 2016
- Обладатель Копа дель Бисентенарио: 2016

«Атланта Юнайтед»
- Чемпион MLS (обладатель Кубка MLS): 2018

Сборная Парагвая до 20 лет
- Чемпион Южной Америки среди молодёжных команд: 2013

### Личные
- Футболист года в Парагвае (2): 2017, 2018
- Член символической сборной MLS: 2017, 2018
- Новоприбывший игрок года в MLS: 2017
- Участник Матча всех звёзд MLS: 2017, 2018
- Игрок месяца в MLS: апрель 2018
- Автор лучшего гола месяца английской Премьер-лиги (2): апрель 2022,  октябрь 2022